# Johann Schammann
Johann Schammann (* 9. September 1953 in Hartershofen) ist ein deutscher Politiker (Bündnis 90/Die Grünen).
Schammann machte den Hauptschulabschluss und danach den Abschluss als landwirtschaftlicher Gehilfe sowie das Staatsexamen als Krankenpfleger. Es folgten drei Jahre Pflegedienstleitung und der Abschluss zum Agrartechniker. Seit 1981 ist er praktischer Biobauer und betreibt ein teilweise selbständiges Handelsgeschäft.
1979 wurde Schammann Mitglied in Bund für Umwelt und Naturschutz Deutschland. Im gleichen Jahr trat er den Grünen bei. Er wurde im März 1996 Gemeinderat und war von 1994 bis 2003 Mitglied des Bayerischen Landtags.